# Swartzia panamensis
Swartzia panamensis är en ärtväxtart som beskrevs av George Bentham. Swartzia panamensis ingår i släktet Swartzia och familjen ärtväxter. Inga underarter finns listade i Catalogue of Life.